# 自由黨 (立陶宛)
自由黨是一個立陶宛政黨，在2019年6月1日由前立陶宛共和國自由運動成員奧什麗內·阿爾莫奈特（Aušrinė Armonaitė）成立。

## 歷史
自由黨的根源可追溯至維爾紐斯市長列米吉尤斯·希馬修斯的「為我們所自豪的維爾紐斯」（Už Vilnių, kuriuo didžiuojamės!）名單，該名單最終在市議會及市長選舉中獲勝。2018年11月，阿爾莫奈特表示她有意組建新政黨。
自由黨在2019年10月成為歐洲自由民主聯盟黨的會員黨。該黨在2020年立陶宛議會選舉中取得11席，並與祖國聯盟－立陶宛基督教民主黨和立陶宛共和國自由運動共組聯合政府。

## 政綱
自由黨的政綱包括同性婚姻合法化、2040年實現碳中和、毒品非刑事化、推行替代役及承認中華民國為不隸屬於中華人民共和國的國家。

## 選舉表現

### 立陶宛議會
| 年   | 得票    | %   | 席次     | +/–    | 執政     |
| ---- | ------- | --- | -------- | ------ | -------- |
| 2020 | 107,057 | 9.4 | 11 / 141 | 新政黨 | 執政聯盟 |

1. ↑  在比例代表制得票佔有效票的百分比。